# ProSieben
ProSieben er en tysk kommerciel tv-kanal, der distribueres via kabel-tv, satellit og DVB-T i tæt befolkede områder. 
Kanalen begyndte sine udsendelser 1. januar 1989 som efterfølgeren til Eureka TV og har siden 2003 været ejet af ProSiebenSat.1 Media AG. ProSieben er Tysklands næststørste privatejede tv-kanal, kun overgået af RTL. Selv om nogle af programmerne er egenproduktion, er kanalen kendt for at sende mange amerikanske og britiske serier og film i bedste sendetid.
Kanalen har en markedsandel på 6,6 % (2006).